# Babulo (Berg)
Der Babulo (indonesisch Gunung Babulo) ist ein osttimoresischer Berg in der Aldeia Daralari (Suco Babulo, Verwaltungsamt Uato-Lari, Gemeinde Viqueque). Er liegt östlich des Flusses Bebui und hat eine Höhe von 265 m.

## Geschichte
Nach dem Amtsantritt Xanana Gusmãos als neuer Premierminister nach den Parlamentswahlen in Osttimor 2007 kam es zu Unruhen, ausgelöst von Anhängern der unterlegenen Partei FRETILIN. Eine unbekannte Anzahl von Menschen floh aus ihren Häusern zum Berg Babulo, um dort Schutz zu suchen.